# Альфамепродин
Альфамепродин (англ. Alfameprodyn) — органічна хімічна речовина, яка є синтетичним опіоїдом. У більшості країн він входить до списку наркотичних речовин, обіг та використання яких є обмеженими. Альфамепродин внесений до Єдиної конвенції про наркотичні засоби 1961 року. Альфамепродин є стереоізомером бетамепродину. Альфамепродин має однакову молекулярну формулу з іншими хімічними речовинами, тримеперидином і прогептазином.